# Виллард, Коллин
Колли́н Энн О’Шо́несси-Вилла́рд (англ. Colleen Ann O’Shaughnessey-Villard; род. 15 сентября 1971, Гранд-Рапидс, Мичиган, США) — американская актриса, комедиантка и певица. По состоянию на май 2019 года сыграла и озвучила 206 персонажей.

## Личная жизнь
С 11 ноября 2000 года Коллин замужем за продюсером Джейсоном Виллард (род.1964). У супругов есть двое детей — сын Коннор Виллард (род. 2001) и дочь Мэгги Виллард (род. 2004).

## Избранная фильмография
| Год  |     | Русское название      | Оригинальное название      | Роль                  |
| ---- | --- | --------------------- | -------------------------- | --------------------- |
| 2008 | мф  | Хортон                | Horton Hears a Who!        | Анджела (озвучивание) |
| 2008 | док | Приключения в озвучке | Adventures in Voice Acting | в роли самой себя     |